# Hyale ishigakiensis
Hyale ishigakiensis is een vlokreeftensoort uit de familie van de Hyalidae. De wetenschappelijke naam van de soort is voor het eerst geldig gepubliceerd in 1980 door Hirayama.